# Mire de Tibães
Mire de Tibães ist eine Gemeinde im Norden Portugals.

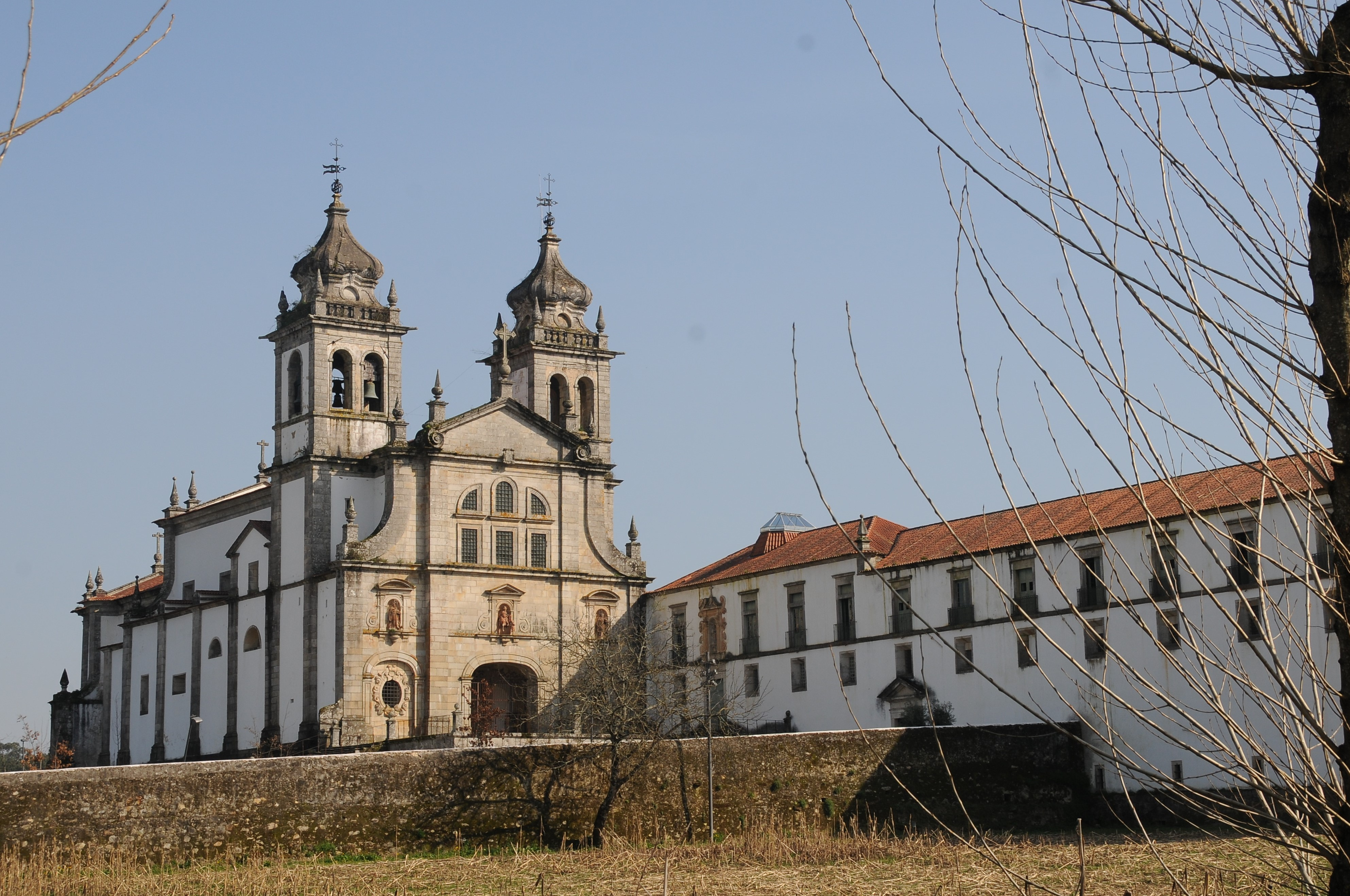
Kloster Tibães

Mire de Tibães gehört zum Kreis Braga im gleichnamigen Distrikt Braga, besitzt eine Fläche von 4,4 km² und hat 2344 Einwohner (Stand 19. April 2021).